# Aegilips vena
Aegilips vena is een vliesvleugelig insect uit de familie van de Figitidae. De wetenschappelijke naam van de soort is voor het eerst geldig gepubliceerd in 1985 door Fergusson.